# La historia secreta de las grandes noticias
La historia secreta de las grandes noticias era un programa de televisión chileno, emitido por Canal 13 entre 1965 y 1966. Era presentado por el periodista José Gómez López y contaba con la participación de Manuel Mendoza, quien se desempeñaba en el Departamento de Prensa de Canal 13. La dirección general correspondía a Edwin Harrington (quien a su vez era director del Departamento de Prensa), mientras que la dirección televisiva estaba a cargo de Herval Rossano.

## Historia

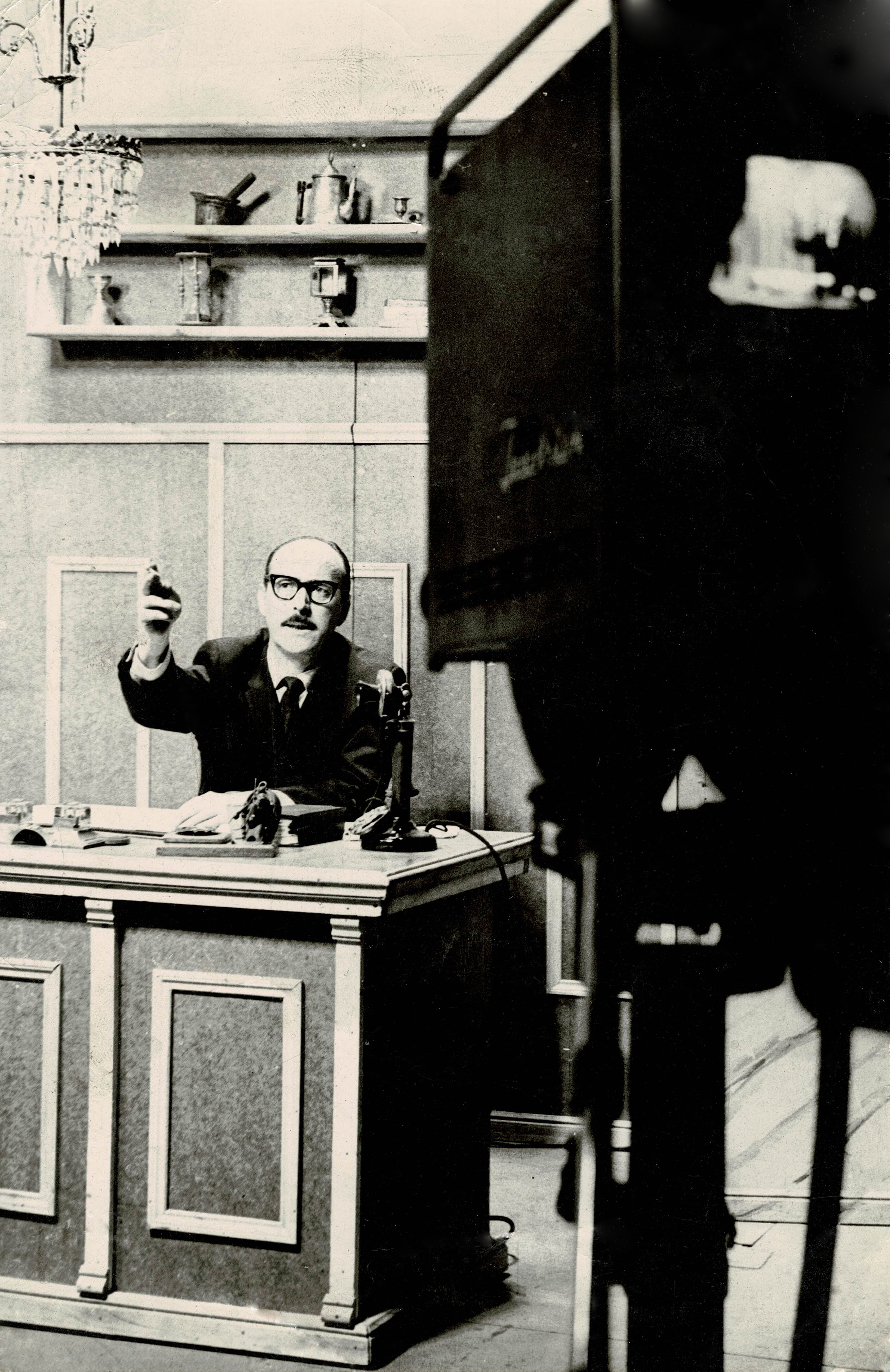
José Gómez López presentando el programa.

En el programa, iniciado el 12 de septiembre de 1965 y emitido los días domingo a las 22:45 (hora local), se daban a conocer los entretelones y hechos ocultos de casos que conmovieron a la opinión pública en su oportunidad. En el programa se buscaba colocar frente a las cámaras a los protagonistas del acontecimiento para que entregaran su testimonio.
Los temas abordados en La historia secreta de las grandes noticias iban desde hechos de la política hasta acontecimientos, como lo fue el episodio dedicado a recordar el hundimiento de barcos alemanes frente a las costas de Chile durante la Segunda Guerra Mundial.
Según la prensa de la época, La historia secreta de las grandes noticias superó las marcas de audiencia. En diciembre de 1965, una encuesta de la revista TV Guía reveló que La historia secreta de las grandes noticias fue el mejor programa del año.
El programa finalizó el 6 de septiembre de 1966 tras la renuncia de Edwin Harrington, José Gómez López y Manuel Mendoza a Canal 13. Esto se debió a la negativa del Rector de la Universidad Católica de Chile, Alfredo Silva Santiago, de emitir un episodio del programa dedicado a la Matanza del Seguro Obrero de 1938.